# Notiobiella multifurcata
Notiobiella multifurcata är en insektsart som beskrevs av Tillyard 1916. Notiobiella multifurcata ingår i släktet Notiobiella och familjen florsländor. Inga underarter finns listade i Catalogue of Life.